# Gordon Hoare
Gordon Rahere Hoare (nacido el 18 de abril de 1884 y fallecido el 27 de octubre de 1973) fue un jugador de fútbol amateur de Inglaterra.
Nacido en Blackheath, Londres, comenzó a jugar en las categorías inferiores de los equipos West Norwood F.C., Woolwich Polytechnic F.C. y Bromley F.C. antes de unirse al Arsenal F.C en 1907. Debutó en la máxima división del fútbol inglés el 20 de abril de 1908 en un partido frente al Sheffield Wednesday, en la última jornada de la temporada. Aunque en la temporada siguiente jugó once partidos y logró cinco goles, acabó fichando en diciembre de 1909 por el Glossop North End A.F.C.
Tras pasar tan sólo un año en Glossop regresó al Arsenal en diciembre de 1910, marcando seis goles en 14 partidos , pero al comenzar la siguiente temporada volvió a Glossop. En total logró 13 goles en 34 partidos con el Arsenal. En 1912 formó parte del equipo británico que logró la medalla de oro en los Juegos Olímpicos de Estocolmo jugando tres partidos y anotando dos goles. Tras abandonar Glossop, jugaría en el Queens Park Rangers F.C. y en el Fulham F.C., donde se retiraría en 1920. Falleció en 1973, a la edad de 89 años.